# 小行星25775
小行星25775（25775 Danielpeng）是一颗绕太阳运转的小行星，为主小行星带小行星。该小行星于2000年2月发现。

## 轨道参数
小行星25775的轨道半长轴为410 756 331 km，2.7456974 UA，离心率为0.154。